# Palmer (Nebraska)
Palmer és una població dels Estats Units a l'estat de Nebraska. Segons el cens del 2000 tenia 472 habitants.

## Demografia
Segons el cens del 2000, Palmer tenia 472 habitants, 189 habitatges, i 122 famílies. La densitat de població era de 343,8 habitants per km².
Dels 189 habitatges en un 30,7% hi vivien nens de menys de 18 anys, en un 56,6% hi vivien parelles casades, en un 6,9% dones solteres, i en un 35,4% no eren unitats familiars. En el 30,7% dels habitatges hi vivien persones soles el 16,4% de les quals corresponia a persones de 65 anys o més que vivien soles. El nombre mitjà de persones vivint en cada habitatge era de 2,37 i el nombre mitjà de persones que vivien en cada família era de 2,98.
Per edats la població es repartia de la següent manera: un 26,1% tenia menys de 18 anys, un 6,1% entre 18 i 24, un 24,2% entre 25 i 44, un 20,8% de 45 a 60 i un 22,9% 65 anys o més.
L'edat mediana era de 40 anys. Per cada 100 dones de 18 o més anys hi havia 87,6 homes.
La renda mediana per habitatge era de 33.676 $ i la renda mediana per família de 37.969 $. Els homes tenien una renda mediana de 25.673 $ mentre que les dones 19.000 $. La renda per capita de la població era de 16.589 $. Aproximadament el 9,3% de les famílies i el 8,1% de la població estaven per davall del llindar de pobresa.

## Poblacions més properes
El següent diagrama mostra les poblacions més properes.